# 인천신흥초등학교
인천신흥초등학교는 대한민국 인천광역시 중구 답동에 있는 공립 초등학교이다.

## 학교 연혁
- 1884년 4월 1일 아사히공립심상소학교 개교
- 1887년 3월 1일 본관 및 강당 준공
- 1946년 3월 15일 인천신흥공립국민학교로 개교(설립인가 2월 28일)
- 1996년 10월 21일 인천신흥초등학교 총동문회 조직
- 1997년 5월 4일 학교 본관 개축 착공
- 1998년 6월 19일 본관 교사 개축 준공
- 1998년 12월 29일 체육관 개축 준공
- 2001년 10월 29일 체육관옆 소나무 동산 조성
- 2002년 5월 29일 도서관 디지털 자료실 개관식
- 2003년 8월 26일 과학실 현대화 사업 추진
- 2007년 8월 6일 멀티1실 및 U러닝실 현대화 사업 완료
- 2007년 12월 7일 개교 61주년 기념 신흥인 한마당 개최
- 2008년 9월 25일 제2과학실, 잉글리쉬존, 체육관 현대회 사업 준공식
- 2009년 6월 9일 해피스쿨 캠페인 사업 협력 체결
- 2010년 1월 23일 도서관 현대화사업
- 2010년 3월 2일 돌봄교실 준공
- 2010년 4월 1일 특수지원센타 준공
- 2010년 9월 1일 운동장 인조잔디 조성
- 2011년 3월 1일 교내 환경 정비(복도판넬설치, CCTV 추가설치)
- 2011년 3월 7일 전교생 무상 급식 실시(중구청 지원)
- 2011년 4월 8일 학교폭력예방과 리더십을 위한 임원수련회 실시
- 2011년 5월 7일 나눔, 배려, 사랑이 있는 한마당 잔치
- 2011년 7월 15일 동문 8군단장 내교 안보 및 진로교육
- 2011년 10월 26일 승국문화재단 기부금 2000만원 협약식
- 2013년 3월 26일 제2돌봄교실 구축
- 2013년 8월 19일 창의융합과학실 구축 및 운동장 스탠드 완공
- 2014년 4월 28일 신흥 브라스밴드부 조직 운영
- 2015년 9월 24일 어울림 다문화 체육대회 실시
- 2015년 11월 17일 끼꾼페스티벌 경연 및 브라스밴드 가을 음악회 실시
- 2016년 9월 23일 차량번호인식시스템 차단기 설치
- 2016년 11월 18일 신흥 에버그린 축제
- 2017년 9월 18일 교육환경개선사업(운동장, 석면제거, 바닥교체, LED설치)
- 2017년 12월 22일 학교도서관 샘소슬터 리모델링, 수업분석실 및 디지털 교과서 활용실 구축
- 2018년 9월 1일 제23대 이용길 교장 부임
- 2020년 1월 9일 제75회 졸업식(80명, 누계 32052명)
- 2020년 3월 1일 20학급(특수 3 포함) 편성

## 참고 자료
- 인천신흥초등학교 - 한국교육학술정보원 학교알리미